# Emil Artur Longen
Emil Artur Longen, pseudonimo di Emil Artur Pittermann (Pardubice, 29 luglio 1885 – Benešov, 9 ottobre 1936), è stato un regista, drammaturgo e pittore ceco.

## Biografia
Emil Artur Longen era il figlio del procuratore Pittermann di Vlašim: la sua più grande passione erano il teatro e il cabaret e fuggì da casa a quindici anni per unirsi a una compagnia teatrale.
Longen si formò artisticamente sotto la guida di František Thiele (1868-1945), all'Accademia di belle arti di Praga e partecipò insieme a Otakar Kubin, Emil Filla, Bohumil Kubišta e ad altri quattro giovani artisti cechi, alla fondazione e alla prima esposizione pubblica del gruppo progressivo Osma (Otto), incentrato sulla espressività di Edvard Munch.
All'inizio degli anni venti del XX secolo, Emil Artur Longen realizzò una serie di nove disegni, caricature benevoli della comunità di artisti di Praga.
Il suo stile fu influenzato dai maestri Paul Gauguin (1848-1903), Vincent van Gogh (1853-1890) e dal post-impressionismo ed espressionismo e le sue prime opere si caratterizzarono per la loro grande espressività e l'esaltazione dei colori, che gradualmente si stemperarono all'inizio della prima guerra mondiale.In seguito fu ispirato dal cubismo e dalle tendenze sociali. Dipingeva dipinti, creava disegni, illustrazioni e cartoni che pubblicamente stampava.
Durante la sua vita svolse numerose attività, dimostrandosi versatile: negli anni dieci e anni venti ha lavorato come autore, attore e regista di cabaret, soprattutto in numerosi locali e teatri a Praga, ma anche a Trieste, in Slovenia e a Berlino, non sospendendo le sue attività pittoriche, neanche durante i suoi periodi di cabaret più intensi.
Per quanto riguarda la sua attività teatrale lavorò nel teatro di prosa assieme allo scrittore Vlasta Burian dal 1923 al 1934, come attore, regista, drammaturgo, autore, sceneggiatore e traduttore, mettendosi in evidenza per le sue commedie in più atti, per gli sketches da cabaret, per i libretti da operetta e per le sue biografie di popolari personaggi contemporanei.
Anche nella cinematografia diede i suoi contributi, cominciando dal 1911, quando collaborò con il direttore della fotografia Anthony Pech per le sitcom Rudi na křtinách, Rudi sportsman, Rudi se žení, Rudi na záletech; dieci anni più tardi, è apparso in Otrávené světlo e dagli anni trenta lavorò con continuità alle pellicole, collezionando anche due interpretazioni da attore e soprattutto sceneggiando il primo film sonoro ceco, C. a k. polní maršálek (1930), ricavato dalla sua commedia più fortunata.
Si distinse anche come giornalista, come saggista, come scrittore di racconti e di articoli sul teatro per riviste e giornali.
Si sposò la prima volta con Maria Uhlirova e in seconde nozze con l'attrice Polyxena Marková (1891-1928).
Emil Artur Longen morì il 24 aprile 1936 in Benešov, a causa della perforazione di un'ulcera gastrica.

## Opere principali

### Teatro
- Lepší lidé, 1920;
- Moje - tvoje, 1920;
- Propast, 1920;
- V přítmí svatyně, 1920;
- Vytrvalec, 1920;
- Veřejné mínění, 1921;
- Už to prasklo?!, 1921;
- Herna v lázních, 1921;
- Z Karlína do Bratislavy parníkem Lanna 8 za 365 dní, 1921;
- Není 4 jako 4, 1921;
- Prolog neb Monolog člověka, který před 24 hodinami zemřel, 1921;
- Ďáblovo odhalení, 1922;
- Likvidace, 1922;
- Va banque!, 1922;
- Globus, 1922;
- Jejich miláček, 1922;
- Klaunovo srdce, 1922;
- Mum pavilón, 1922;
- Telefon 777-II, 1922;
- Nos, 1922;
- Po amerikánsku, 1922;
- Metoda prof. dra Grenolda, 1922;
- Pod světlem, 1922;
- Hloupý Honza v Pincgavské republice, 1923;
- Řekne se semenec..., 1923;
- Už mou milou..., 1923;
- Král zlodějů, 1924;
- Umělá láska, 1924;
- Dezertér z Volšan, 1925;
- František Ferdinand d'Este: Konopišťské růže, 1925;
- Hráč, 1925;
- Kasta pro sebe, 1925;
- Korunní princ Rudolf, 1925;
- Neviditelný Vlasta Burian, 1925;
- Štědrý večer, 1925;
- Z Pankráce je cesta dlouhá, 1926;
- Za 5 minut 12, 1926;
- Cenzurní zákaz, 1926;
- Jménem veličenstva!, 1926;
- Ministr a jeho dítě, 1926;
- Metody slečny doktora, 1926;
- My chlebem - ona kamenem!, 1926;
- Někdy kriminál nad svobodu, 1926;
- Doleva, 1926;
- Tenoristovy lásky, 1926;
- Longenovy hry, 1926;
- Vazba lupiče Kleciána, 1927;
- Osud trůnu habsburského, 1927;
- Král komiků, 1927;
- Morituri, 1927;
- Krevní zkouška, 1927;
- Stavědlo S. Z., 1927;
- Světové panoptikum, 1927;
- 30 HP a smůla, 1927;
- Princ Schanzenberk u pumpy, 1928;
- Hajný v lese usnul, 1928;
- Jaroslav Hašek, 1928;
- Sen rakouského vysloužilce, 1929;
- Herečka, 1929;
- C. k. polní maršálek, 1929;
- Delikátní příležitost, 1931;
- Pan plukovník řádí..., 1931;
- Tygr velkoměstské džungle, 1931;
- Miláček pluku, 1931;
- Útěk s milióny, 1932;
- Alžběta, císařovna rakouská, 1933;
- Vicecísařovna Katynka, 1933;
- Různí advokáti obhajují před soudem téhož klienta, který je obviněn z mnohoženství, 1933;
- Skalní ševci, 1933;
- Pokoj za větrem, 1933;
- Jeho Excelence ministr, 1933;
- Klubová primadona: Hip hip hurá..., 1933;
- Kancléř Moses, 1934;
- Voják a kostelník, 1935;
- Štědrý den v lapáku, 1937;
- Děkuji, bylo to krásné/Jedna paní povídala..., 1939;
- C. k. polní maršálek a jiné hry, 1961;
- Třikrát Emil Artur Longen, jednou Vlasta Burian, 1977.

### Filmografia

#### Scrittura o sceneggiatura
- Rudi sportsman, 1911;
- Rudi se žení, 1911;
- Rudi na záletech, 1911;
- Rudi na křtinách, 1911;
- C. a k. polní maršálek, 1930;
- Poslední bohém, 1931;
- Miláček pluku, 1931;
- Skalní ševci, 1931;
- Pobočník Jeho Výsosti, 1931;
- Skalní ševci, 1931;
- Miláček pluku, 1931;
- Poslední bohém, 1931;
- Anton Špelec, ostrostřelec, 1932;
- Jsem děvče s čertem v těle, 1933;
- Hrdinný kapitán Korkorán, 1934;
- Pokušení paní Antonie, 1934;
- Nezlobte dědečka, 1934;
- Nezlobte dědečka, 1934;
- Matka Kráčmerka, 1934;
- Pokušení paní Antonie, 1934;
- Zlatá Kateřina, 1934;
- Jedna z milionu, 1935;
- Studentská máma, 1935;
- Studentská máma, 1935;
- Jedenácté přikázání, 1935;
- První políbení, 1935;
- Jedna z milionu, 1935;
- Naše jedenáctka, 1936.

#### Regista e attore
- Rudi sportsman, (anche attore, 1911);
- Rudi se žení, (anche attore, 1911);
- Rudi na záletech, (anche attore, 1911);
- Rudi na křtinách, (anche attore, 1911);
- Otrávené světlo, (solo attore, 1921);
- Skalní ševci, 1931;
- Miláček pluku, 1931;
- Třetí rota, (solo attore, 1931);
- Aféra plukovníka Rédla, (solo attore, 1931).

### Pittura
- Navi di fronte a Pola,, olio su cartone, 49,5 × 66 cm, 1914;
- Panorama di Praga, olio su cartone, 65 × 80 cm, 1914;
- Namestí, tecnica mista, 48 × 56 cm, 1915;
- Panorama di Praga, olio su cartone, 65 × 81,5 cm, 1916;
- Rue Dorée, olio su tela, 68,5 × 85 cm, 1916;
- Chiesa di San Nicola a Praga, olio su tela, 80 × 62 cm, 1916;
- Paesaggio, olio su cartone, 51 × 72 cm, 1917;
- Flaneurs nel parco, olio su cartone, 68,5 × 89,5 cm, 1918;
- Paesaggio intorno a Marsiglia, olio su cartone, 69,5 × 98,5 cm, 1919;
- Natura morta con coppa e frutta, olio su tela, 55 × 71 cm, 1924;
- Natura morta con candelabri e frutta, olio su tela, 40,5 × 47 cm, 1926;
- Natura morta con fiori, arance e tazza, olio su tela, 45 × 47 cm, 1926;
- Sala Smi, olio su tela, 58 × 69 cm, 1927;
- Paesaggio, olio su tela, 51 × 36 cm, 1932;
- Vista sulla città, olio su tela, 42 × 52 cm, 1933;
- Fruehlingsallee, olio su tela, 54 × 65 cm, 1933;
- Percorso nella foresta di estate vicino a Praga, olio su cartone, 65,5 × 71,5 cm, 1933;
- Paesaggio con pini, olio su tela, 42 × 52 cm, 1935;
- Paesaggio, olio su tela, 49 × 58 cm, 1935;
- Riposo, olio su tela, 80 × 100 cm, 1935;
- Paesaggio, olio su tela, 35 × 40 cm, 19xx;
- Baia, olio su tavola, 50 × 70 cm, 19xx;
- Vysehradsky pristav, olio su tela, 59 × 60 cm, 19xx;
- Trambusto nella città vecchia, olio su cartone, 69 × 89 cm, 19xx;
- Impressionista ceco, olio su cartone, 69 × 89 cm, 19xx;
- Trambusto nella città vecchia, olio su cartone, 69 × 89 cm, 19xx;
- Raccoglitore di funghi, olio su tela, 96 × 65 cm, 19xx.